# Царское место

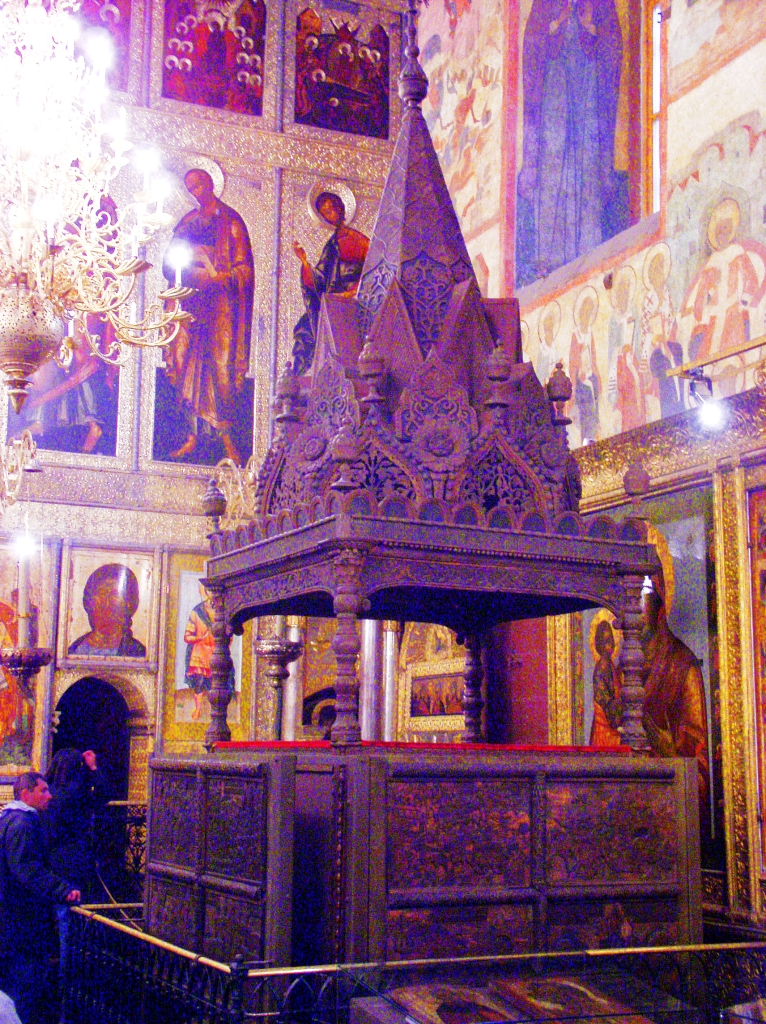
Царское место (Мономахов трон) в Успенском соборе Московского Кремля

Царское место — в широком значении трон, престол русского царя (см.), в более специфическом — почётное место царя в православном храме, примыкающее со стороны иконостаса к одному из восточных столбов в соборе либо к боковой стене в его интерьере; включало в себя огражденное седалище за отдельным входом и завершалось богато декорированным деревянным шатром на резных колонках, который обычно был увенчан изображением короны или двуглавого орла.
Самый известный подобный памятник — в Успенском соборе Московского Кремля (так называемый Мономахов трон).

## Традиция
В Священном Писании описывается позолоченный престол из слоновой кости (хрисоэлефантинный) царя Соломона: «И сделал царь большой престол из слоновой кости и обложил его чистым золотом; к престолу было шесть ступеней; верх сзади у престола был круглый, и были с обеих сторон у места сиденья локотники, и два льва стояли у локотников; и еще двенадцать львов стояли там на шести ступенях по обе стороны. Подобного сему не бывало ни в одном царстве» (3Цар. 10:18-20). Золотой престол («злат стол») упоминается в Слове о полку Игореве.

## Успенский собор
Предание рассказывает о войне Владимира Мономаха с Византией, вследствие которой будто бы император отправил в Россию многих сановников и митрополита с троном (Царским местом), регалиями и утварями. Послы, прибыв к великому князю около 1116 года поднесли ему дары, а митрополит венчал его на царство. Легенда времен Российской империи гласила, что трон в Успенском соборе и есть именно тот самый трон, на котором сидел Мономах во время этого венчания. Константинопольский патриарх Иоасаф в 1561 году письменно подтвердил венчание Владимира. Карамзин говорит, что посольство было, только не от Константина Мономаха, а от Алексея Комнина.
Сегодня подтверждается документами, что царь Иван Грозный устроил Царское место (престол) в Успенском соборе в 1551 году. Оно располагалось под шатровой сенью. Узорчатая кровля (сень) стояла на четырёх столбах. Столбы сени стояли на фигурах четырёх животных: лев (лютый, скимент), уена (зверя окрутное, без оберненья шеи — то есть гиена) и два других назывались оскроганами. Они должны были обозначать таинственный смысл как самого трона, так и особенно смысл царского достоинства и сана. Рядом с царским местом находилась написанная по заказу царя икона «Благословенно воинство Небесного Царя».
В Смутное время, возможно, в 1611, Царское место было разобрано. Забелин предполагает, что по приказу Боярской Думы. При Романовых Царское место было восстановлено.
Дошедший до наших дней трон изготовлен из орехового и липового дерева; над ним прорезной балдахин (шатёр), поддерживаемый четырьмя искусно выточенными столбами, он был осенен двуглавым орлом. Шатер поддерживают четыре резных столбика, а вместо подножия у него четыре льва, также вырезанные из дерева (в древних описях собора их ошибочно именуют каменными). Царское место имело занавеси, которые задвигали, когда царь переоблачался в соборе.

## Царские места в других соборах
| Собор                                   | Фото | Описание и история |
| --------------------------------------- | ---- | --- |
| Благовещенский собор Московского Кремля |      | Данное царское место утрачено. Располагалось на восточной стороне юго-западного столпа собора. Было выполнено из дерева, его венчал шатёр с медным литым золочёным двуглавым орлом. В основании шатра располагались иконы Св. Троицы, св. князей Бориса и Глеба. |
| Софийский собор (Новгород)              |      | Молельное место изготовлено в 1572 году для царя Ивана Грозного. Выполнено новгородскими мастерами Иваном Белозерцем, Евтропием Стефановым и Исаком Яковлевым. Венчает царское место навершие в форме шатра с многочисленными кокошниками и главками. Украшено изображением цветов, плодов и растений. В качестве парного молельного места в соборе было святительское место архиепископа Пимена. В годы Великой Отечественной войны царское место было вывезено фашистами в Прибалтику откуда вернулось в собор с многочисленными повреждениями. При реставрации ряд панелей были воссозданы и не имеют позолоты и окраски.         |
| Троицкий собор Ипатьевского монастыря   |      | Прислано в собор 1 июля 1613 года царём Михаилом Феодоровичем в память о призвании его в Ипатьевском монастыре на царство. Выполнено в виде остроконечной сени по форме напоминающей корону. Царское место вырезано из липы с множеством украшений. На одной из сторон помещён вензель императрицы Екатерины II в память того, что она стояла на нём при посещении монастыря. |
| Казанский собор в Санкт-Петербурге      |      | Было выполнено из финского гранита. В конце XIX века рядом с ним под стеклом висело послание Святейшего Синода об убийстве Александра II, а на соседней колонне — манифест 1815 года о Священном союзе. |
| Петропавловский собор                   |      | Царское место оформлено в виде возвышения с двумя ступеньками. Над ним укреплена позолоченная деревянная резная сень с атрибутами власти: короной, скипетром и мечом. Рядом с царским местом изначально находилось место для императорской фамилии, которое позднее было упразднено. В 1830-е годы царское место переделали и оно приобрело современный вид. Обивка выполнена из вишнёвого ливонского бархата, на нём золотыми и серебряными нитями вышит двуглавый орёл. В его центре щиток с изображением герба Москвы (всадник Георгий Победоносец), а на крыльях гербы областей и земель, входивших в состав Российской империи. |
| Чесменская церковь                      |      | Устроено для императрицы Екатерины II. Располагалось справа от входа в церковь. Имело балдахин и обивку малинового бархата с гербом. |